# آنتونیو والنسیا (بازیکن فوتبال، زاده ۱۹۲۵)
آنتونیو والنسیا (اسپانیایی: Antonio Valencia‎؛ زادهٔ ۱۰ مهٔ ۱۹۲۵) بازیکن فوتبال اهل بولیوی بود.
از باشگاه‌هایی که در آن بازی کرده‌است می‌توان به باشگاه فوتبال بولیوار اشاره کرد.
وی همچنین در تیم ملی فوتبال بولیوی بازی کرده‌است.